# Perleberg
Perleberg je německé město, ležící ve spolkové zemi Braniborsko. Je správním městem zemského okresu Prignitz. Leží na řece Stepenitz.

## Historie
První historicky doložené zmínění Perlebergu pochází z roku 1239.